# Tylosis hilaris
Tylosis hilaris är en skalbaggsart som beskrevs av Linsley 1957. Tylosis hilaris ingår i släktet Tylosis och familjen långhorningar. Inga underarter finns listade i Catalogue of Life.